# Rebecca Lancefield
Rebecca Craighill Lancefield (Fort Wadsworth, 5 gennaio 1895 – 3 marzo 1981) è stata una microbiologa statunitense.

## Biografia
Laureata alla Columbia University, New York nel 1918, entrò al Rockefeller Institute for Medical Research di New York nel 1918, e vi lavorò nel corso della sua lunga ed eccezionale carriera. La sua bibliografia comprende più di 50 pubblicazioni pubblicate nel corso di oltre 60 anni.
È famosa per la classificazione sierologica Lancefield degli streptococchi beta-emolitici, che si basa sulla differente composizione in carboidrati delle loro pareti cellulari. I suoi risultati principali riguardano gli streptococchi di gruppo A e la loro associazione con la febbre reumatica.
Sposata con Donald E. Lancefield ha avuto una figlia.

## Carriera
Dopo la laurea alla Columbia University venne assunta al Rockefeller Institute for Medical Research come tecnico di laboratorio nel laboratorio di Avery e Dochez, che erano stati ingaggiati dall'esercito americano per studiare gli streptococchi che stavano causando infezioni nei campi militari. Col suo lavoro classificò gli streptococchi in 4 diversi tipi sierologici e partecipò insieme a Avery e Dochez alla pubblicazione dei risultati.
Successivamente entrò nel laboratorio di Homer Swift dove si occupò di verificare se gli streptococchi alfa emolitici fossero gli agenti della febbre reumatica.
Nella metà degli anni 30 isolò 2 antigeni solubili dagli streptococchi. Uno risultò essere una proteina, chiamata M, responsabile della virulenza dello steptococco. il secondo, chiamato C-carboidrato, era diverso nei vari gruppi e le consentì di classificare i vari streptococchi isolati dall'uomo e dagli animali secondo uno schema che prese il suo nome, classificazione Lanciefield, tuttora usata.
Durante la seconda guerra mondiale fece parte della Commissione per le malattie da streptococco e stafilococco delle Forze Armate Statunitensi e il suo ruolo fondamentale venne riconosciuto nominando il suo laboratorio al Rockfeller Institute "the Scotland Yard of Streptococcal Mysteries"
Dopo la guerra divenne professore associato e nel 1958 professore ordinario.
Nel 1965 venne nominata professore emerito e continuò la sua attività di ricerca e di insegnamento sino alla morte avvenuta all'età di 86 anni.

## Onorificenze
1961 President of the American Association of Immunologist (prima donna)
1970 National Academy of Science
1973 The new York Academy of Medicine Medal
1973 Doctor of Science Rockefeller Institute